# Långskärs Häran
Långskärs Häran är ett skär i Åland (Finland). Det ligger i Skärgårdshavet och i kommunen Kökar i landskapet Åland, i den sydvästra delen av landet. Ön ligger omkring 68 kilometer sydöst om Mariehamn och omkring 220 kilometer väster om Helsingfors. Långskärs Häran ligger 6 meter över havet.
Öns area är 1,6 hektar och dess största längd är 180 meter i öst-västlig riktning. Trakten är glest befolkad. Närmaste större samhälle är Kökar, 15,3 km norr om Långskärs Häran.